# Yue (stato)
Yue (越國T, YuègúoP) era uno Stato della Cina, esistito durante il periodo delle Primavere e degli Autunni ed il periodo dei regni (o stati) combattenti, nel nord del moderno Zhejiang. Durante il periodo delle Primavere e degli Autunni, la sua capitale era a Guiji (会稽), vicino alla moderna città di Shaoxing. Dopo la conquista di Wu, i re di Yue spostarono la loro capitale a nord, a Wu (moderna Suzhou).
Secondo il famoso storico Sima Qian, i sovrani di Yue si vantavano di essere discesi da Yu il Grande, e le annotazioni sul Guo Yu menzionano che il loro cognome era Mi (lo stesso dei re di Chu).
Gli antichi testi cinesi non menzionano Yue fino alle guerre che lo opposero al suo vicino settentrionale, lo Stato di Wu, alla fine del VI secolo a.C. Dopo parecchi decenni di conflitto, re Goujian di Yue riuscì a distruggere e ad annettere Wu nel 473 a.C., e Yue divenne uno degli stati più potenti del primo periodo dei regni combattenti.
Nel 334 a.C. lo Stato di Yue, sotto il governo di Wu Jiang, discendente della sesta generazione di Goujian, fu infine sconfitto e annesso da Chu. Il secondo figlio di Wu Jiang, Ming Di, fu incaricato dal sovrano di Chu di amministrare un luogo chiamato Wu Cheng (odierna contea di Wu Xing nella provincia di Zhejiang), che era situato a sud del padiglione di Ou Yang Ting, così chiamato perché era costruito sul lato sud e soleggiato (yang) del Monte Ou Yu, e gli fu quindi dato il titolo di Ou Yang Ting Hou (l'equivalente di marchese). Dopo che Chu fu sottomesso dallo Stato di Qin durante il periodo degli stati combattenti nel 223 a.C., il titolo fu abolito dall'imperatore Qin Ying Zheng. I discendenti assunsero il cognome Ou, Ouyang od Ou Hou (da allora scomparso) in ricordo del suo titolo ufficiale.
Dopo la caduta di Yue, la famiglia regnante si trasferì nel Fujian e costituì il regno di Minyue, che fu abbattuto solo intorno al 150 a.C. ad opera della dinastia Han. Nel Fujian sono state portate alla luce le città di Minyue, ordinatamente costruite in pietra, e recentemente sono state anche scoperte tombe che mostrano le usanze funebri degli Yue.
Lo Stato di Yue era famoso per la qualità della sua lavorazione dei metalli, in particolare delle sue spade. Tra gli esempi di tali manufatti sono da ricordare la famosa spada di Goujian, estremamente ben conservata, e la spada di re Zhou Gou (州勾). Xi Shi, una delle famose quattro bellezze dell'antica Cina, era originaria di questo Stato.